# Casa dell'Unione Cooperativa
La Casa dell'Unione Cooperativa è un edificio storico di Milano situato in via Spadari al civico 2.

## Storia
Il lotto compreso tra via Spadari e via Torino su cui oggi sorge l’edificio era occupato sino al 1926 da antichi palazzi di 4 e 5 piani racchiudenti ben quattro cortili interni. Uno di questi, in particolare, presentava ancora i connotati quattrocenteschi originali con rivestimenti in cotto e colonnine in granito.
Nel dicembre del 1923 si stabilì l'abbattimento di queste strutture a seguito di una convenzione stipulata tra la società immobiliare Quartiere Torino, cui appartenevano gli immobili, e il Comune di Milano. Al loro posto sorse un nuovo palazzo destinato ad ospitare le attività dell'Unione Cooperativa, progettato dall'ingegnere Corrado Rossi. L'approvazione definitiva del progetto del nuovo edificio arrivò nel luglio del 1925.

## Descrizione
Il palazzo, che occupa un lotto d'angolo, si presenta come un imponente edificio caratterizzato da prospetti simili e dal fatto che la parte centrale del fronte sia percettibilmente ribassata rispetto a quelle laterali. La costruzione, che si erge per cinque piani fuori terra, possiede anche due livelli sotterranei.
L'edificio presenta uno stile eclettico dalle influenze liberty. L'intero apparato decorativo concorre a trasmettere un senso di monumentalità e fasto, in linea con la volontà di assicurare alla nuova sede dell'Unione Cooperativa un prestigio appropriato all'importanza della società.